# Zadars län
Zadars län (kroatiska: Zadarska županija) är ett av Kroatiens 21 län. Dess huvudort är Zadar. Länet har 162 045 invånare (år 2001) och en yta på 3 646 km². 

## Administrativ indelning
Zadars län län är indelat i 6 städer och 28 kommuner.
- Städer:
  - Zadar
  - Benkovac
  - Biograd na Moru
  - Nin
  - Obrovac
  - Pag

- Kommuner:

- - Gračac
  - Bibinje
  - Galovac
  - Jasenice
  - Kali
  - Kukljica
  - Lišane Ostrovičke
  - Novigrad
  - Pakoštane
  - Pašman
  - Polača
  - Poličnik
  - Posedarje
  - Povljane
  - Preko
  - Privlaka
  - Ražanac
  - Sali
  - Stankovci
  - Starigrad
  - Sukošan
  - Sveti Filip i Jakov
  - Škabrnja
  - Tkon
  - Vir
  - Vrsi
  - Zemunik Donji